# Heinz Hinz
Heinz Hinz (* 14. Dezember 1919 in Gelsenkirchen; † 22. März 1988) war ein deutscher Fußballspieler. Mit dem FC Schalke 04 wurde er zweimal Deutscher Meister.

## Karriere
Mit 17 Jahren kam Hinz 1937 zum Deutschen Fußballmeister FC Schalke 04, für den er am 12. Dezember 1937 beim 7:1-Sieg gegen SuS Hüsten 09 erstmals als rechter Läufer auflief. Mit Hinz erreichten die Knappen 1937/38 erneute die Meisterschaftsendrunde. Dort wurde Hinz jedoch nur in einem Vorrundenspiel eingesetzt. Schalke verlor gegen Hannover 96 nach zwei Endspielen (3:3, 3:4) seinen Meistertitel. In der Endrunde 1938/39 absolvierte Hinz drei Spiele, stand jedoch aufgrund einer Verletzung nicht im siegreichen Endspiel (9:0 über Admira Wien). Im dritten Meisterschaftsjahr kam Hinz nach sieben Endrundeneinsätzen am 21. Juli 1940 erstmals in das Endspiel und gewann als rechter Verteidiger mit einem 1:0-Sieg über den Dresdner SC seinen ersten Meistertitel. Auch 1941 kam Schalke wieder in die Endrunde. Wieder bestritt Hinz alle Endrundenbegegnungen und stand am 22. Juni 1941 als halblinker Stürmer erneut im Endspiel, das jedoch mit 3:4 gegen Rapid Wien verloren ging. 1942 kam Hinz in vier Endrundenspielen zum Einsatz und gewann nach einem 2:0 über Vienna Wien wieder als halblinker Stürmer seine zweite deutsche Meisterschaft. Im selben Jahr bestritt Hinz sein einziges Pokalendspiel, Schalke verlor jedoch gegen den TSV 1860 München mit 0:2.
Nach dem Zweiten Weltkrieg wechselte Hinz zur Saison 1947/48 zum im Norden Westfalens beheimateten FC Lübbecke in die Bezirksklasse. In seinen drei Spielzeiten stieg er zur Saison 1948/49 in die Landesliga Westfalen auf. 1950 wechselte er zu Rot-Weiss Essen. Mit Essen spielte er in der Oberliga West, eine der seinerzeit fünf höchsten Spielklassen. 1952 gewann er mit Rot-Weiss die westdeutsche Meisterschaft und bestritt in der Endrunde zur deutschen Meisterschaft vier der sechs Endrundenspiele. Mit drei Siegen und drei Niederlagen verpassten die Westdeutschen das Endspiel.
Mit 31 Jahren verließ Hinz Essen und spielte 1952/53 noch eine Saison beim VfB Bottrop in der 2. Liga West.